# Helenelunds station
Helenelund är en station på Stockholms pendeltågsnät, Märstagrenen, belägen 11,1 km från Stockholm C, i stadsdelen Helenelund i Sollentuna kommun. Den har en mittplattform och entrén ligger i plattformens norra ände och nås via en tunnel under spåren. Antalet påstigande en genomsnittlig vintervardag beräknas till 5 400. Från Helenelunds station går det att ta sig till centrala Stockholm på tio minuter med pendeltåg.

## Historik
Stationen öppnade år 1922 som lokaltågshållplats på dåvarande Norra stambanan (delen räknas numera som del av Ostkustbanan) till följd av krav från befolkningen i det framväxande villaområdet, som förde frågan ända upp till regeringsnivå. Den nuvarande anläggningen byggdes i samband med att bandelen byggdes ut till fyra spår och togs i bruk 1994. Stationen används av många arbetspendlare eftersom det är cirka 500 m till det stora kontorsområdet Kista i Stockholms kommun.
Området runt stationen kommer att förändras radikalt under de kommande åren. Planarbete pågår för ny bebyggelse och ett nytt torg med ändhållplats för Tvärbanans Kistagren 

## Galleri

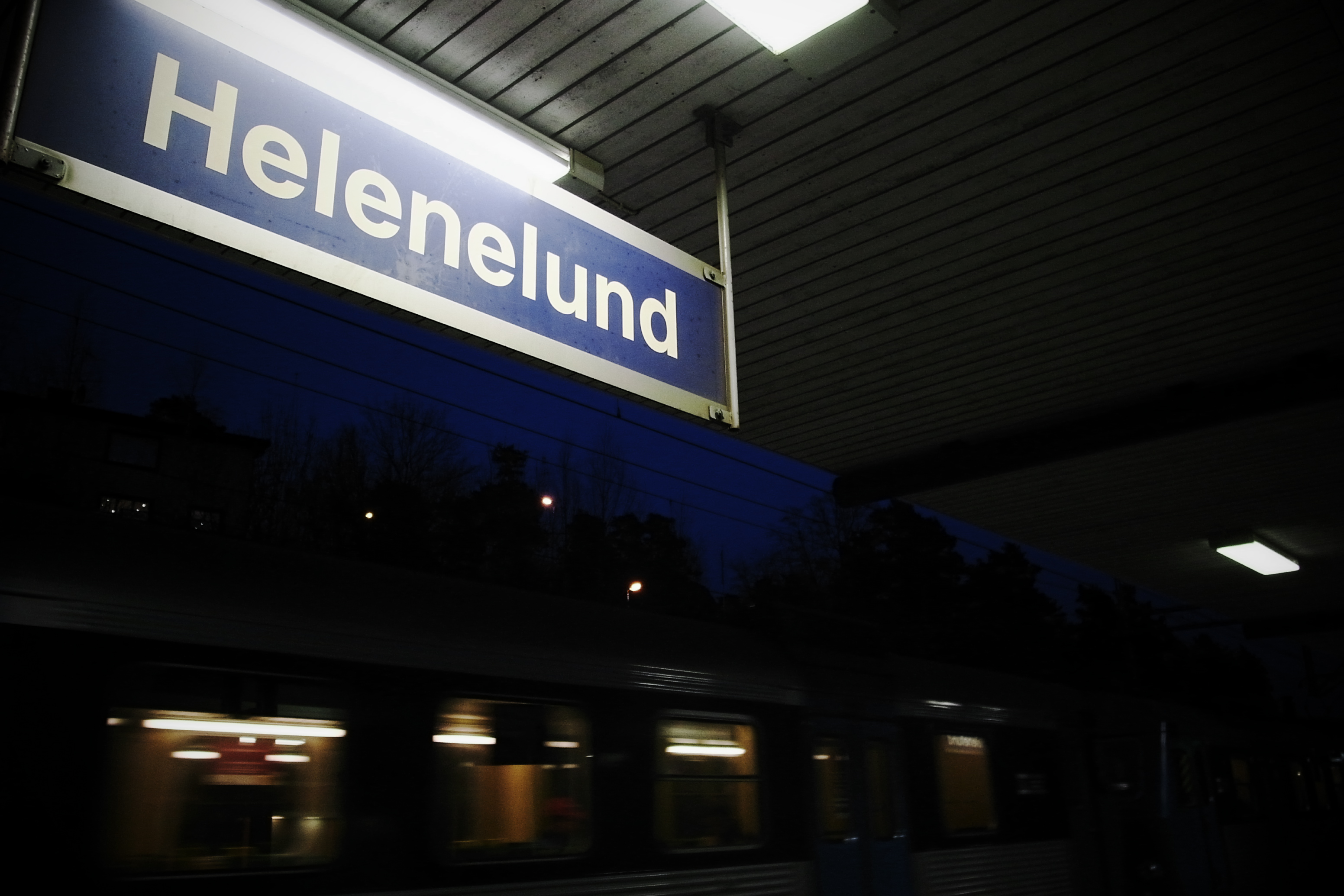
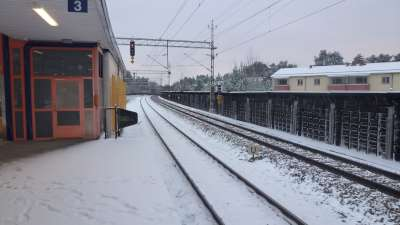
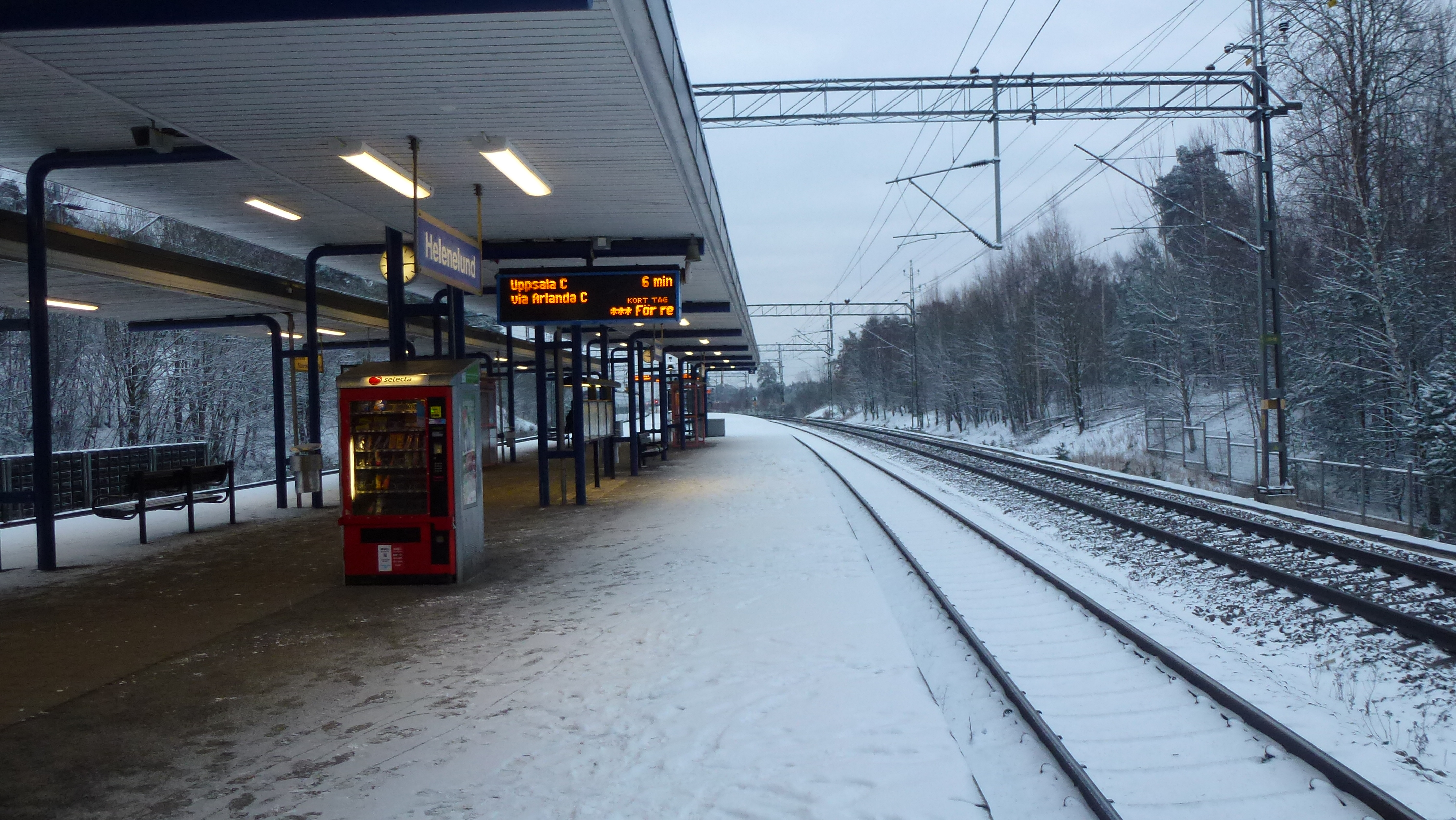
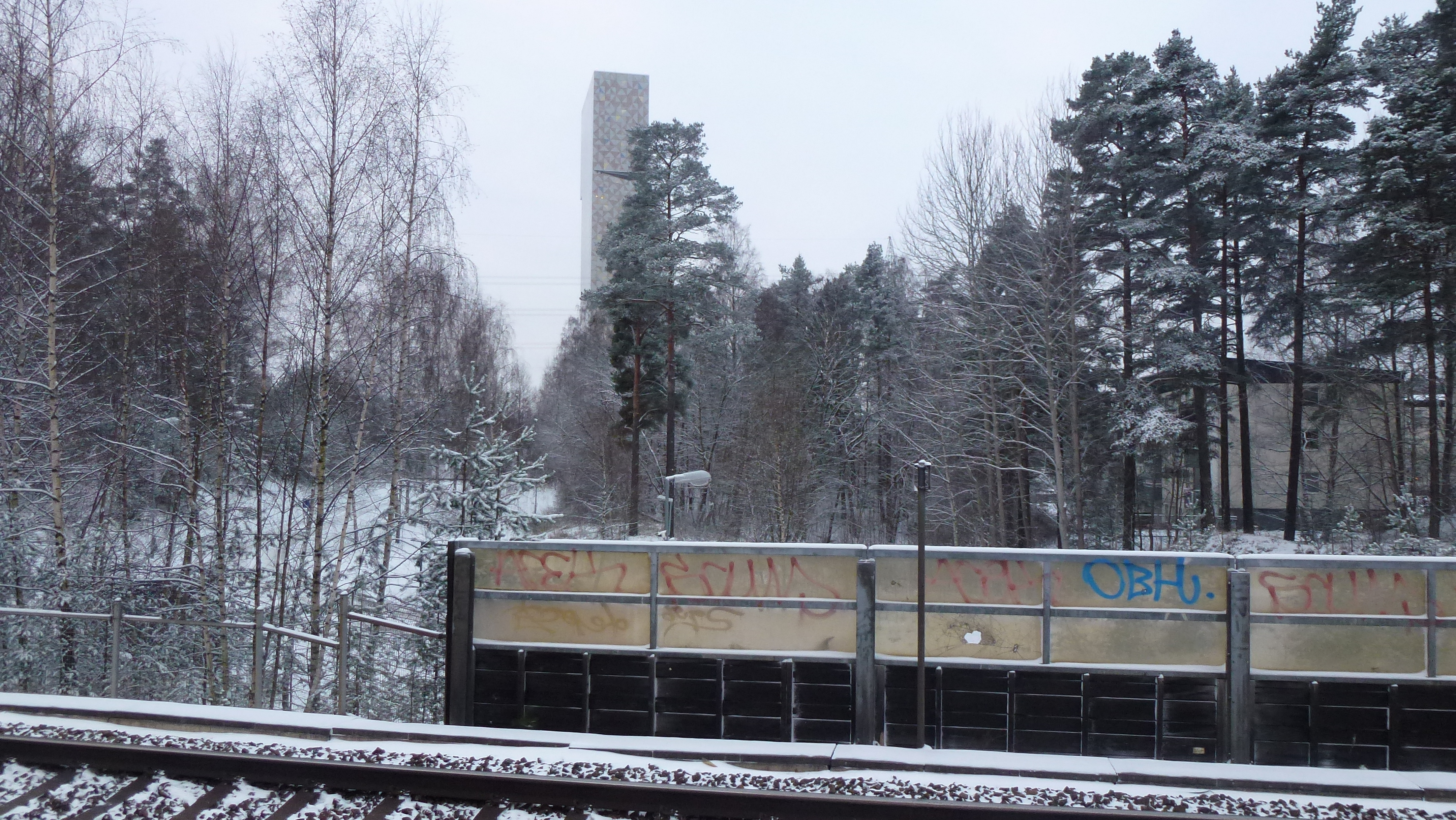
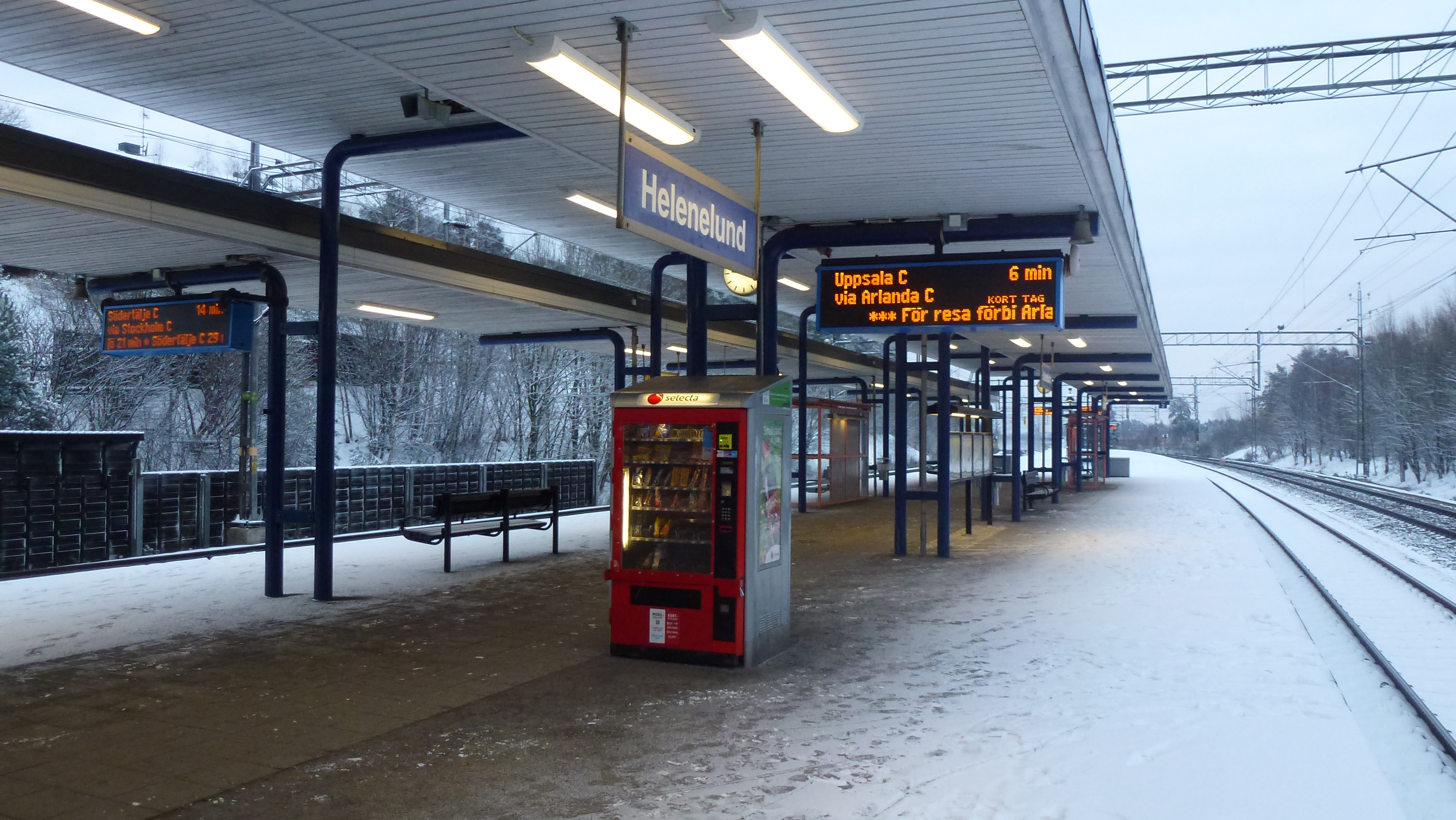
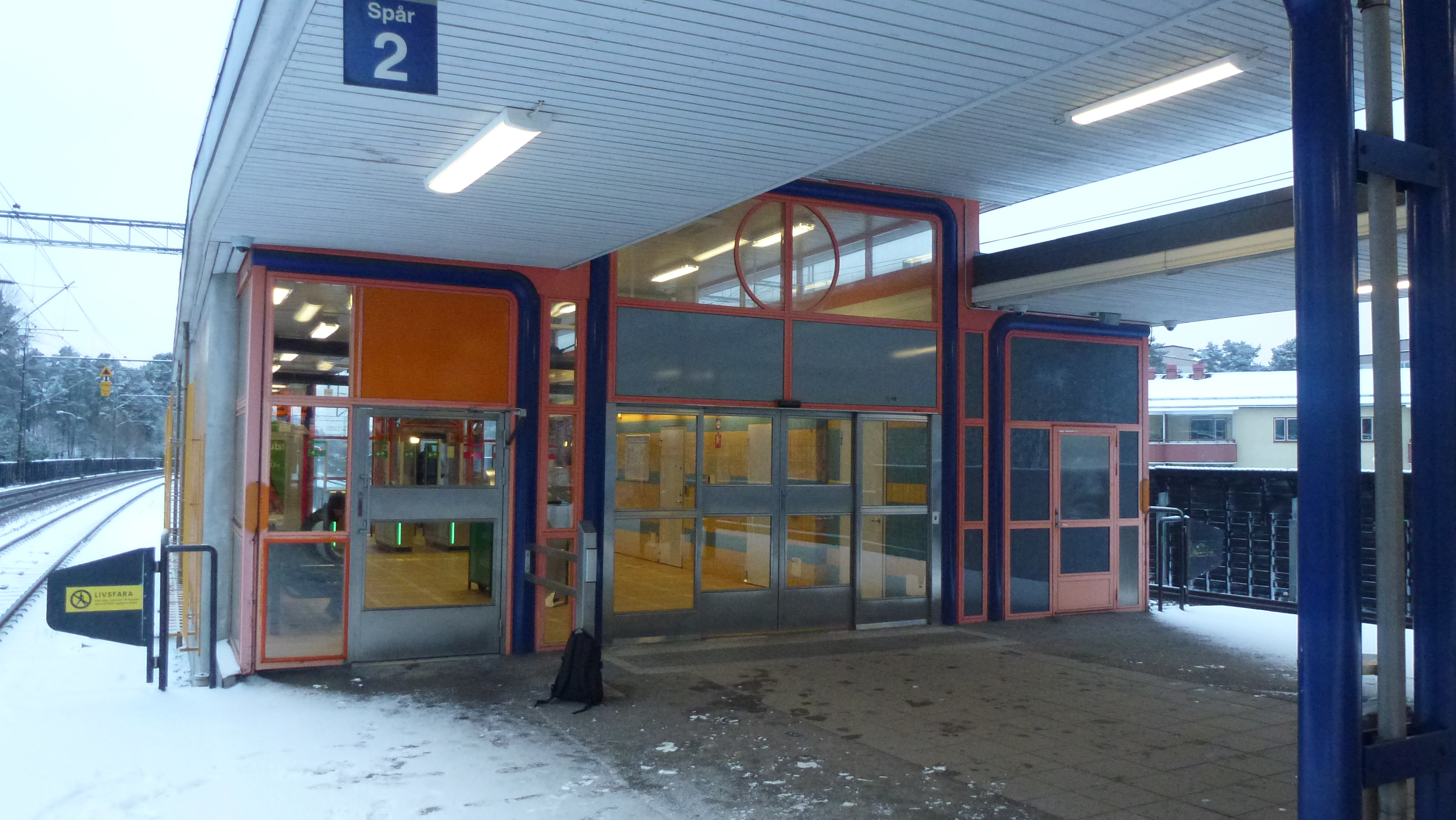
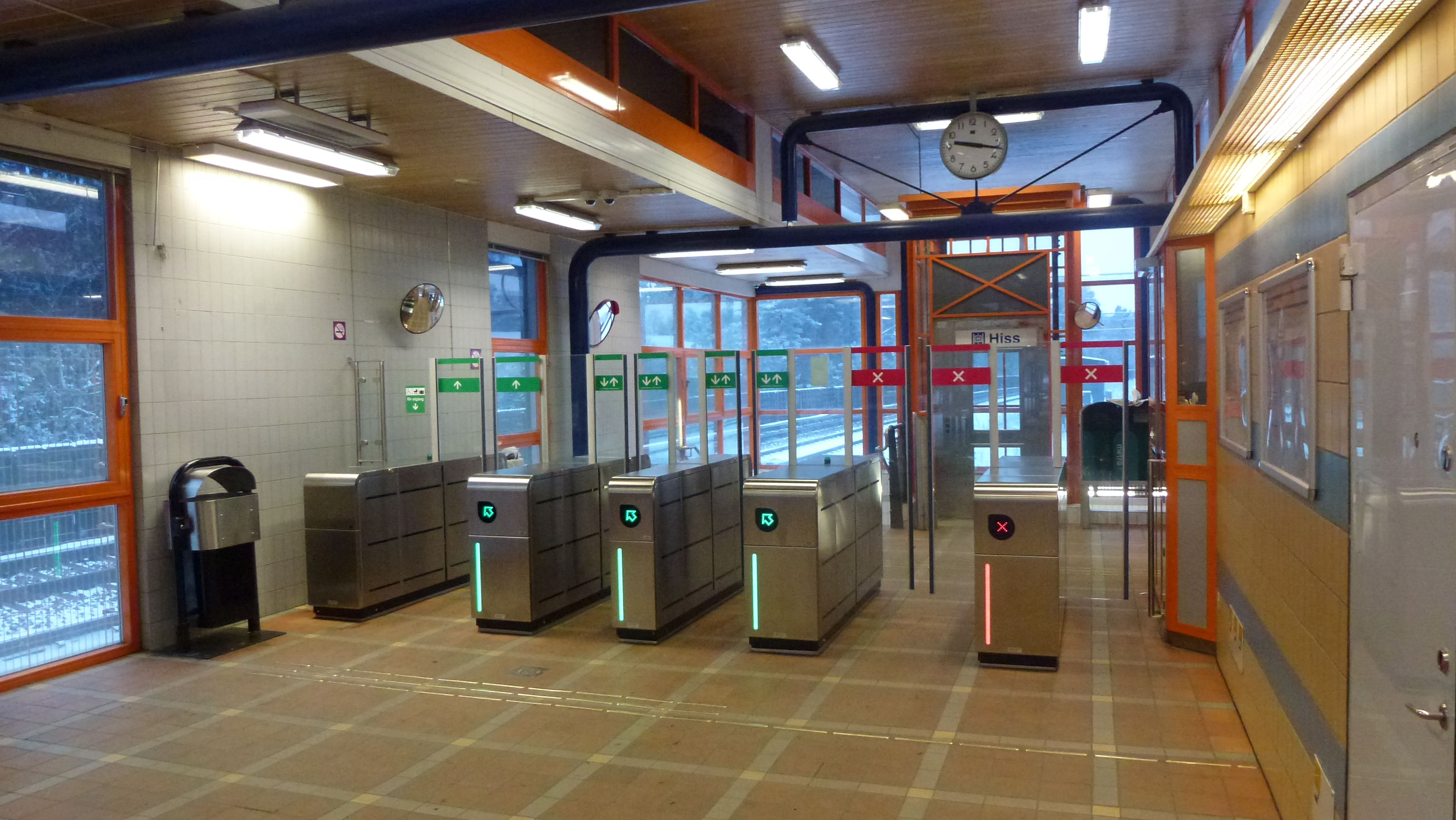
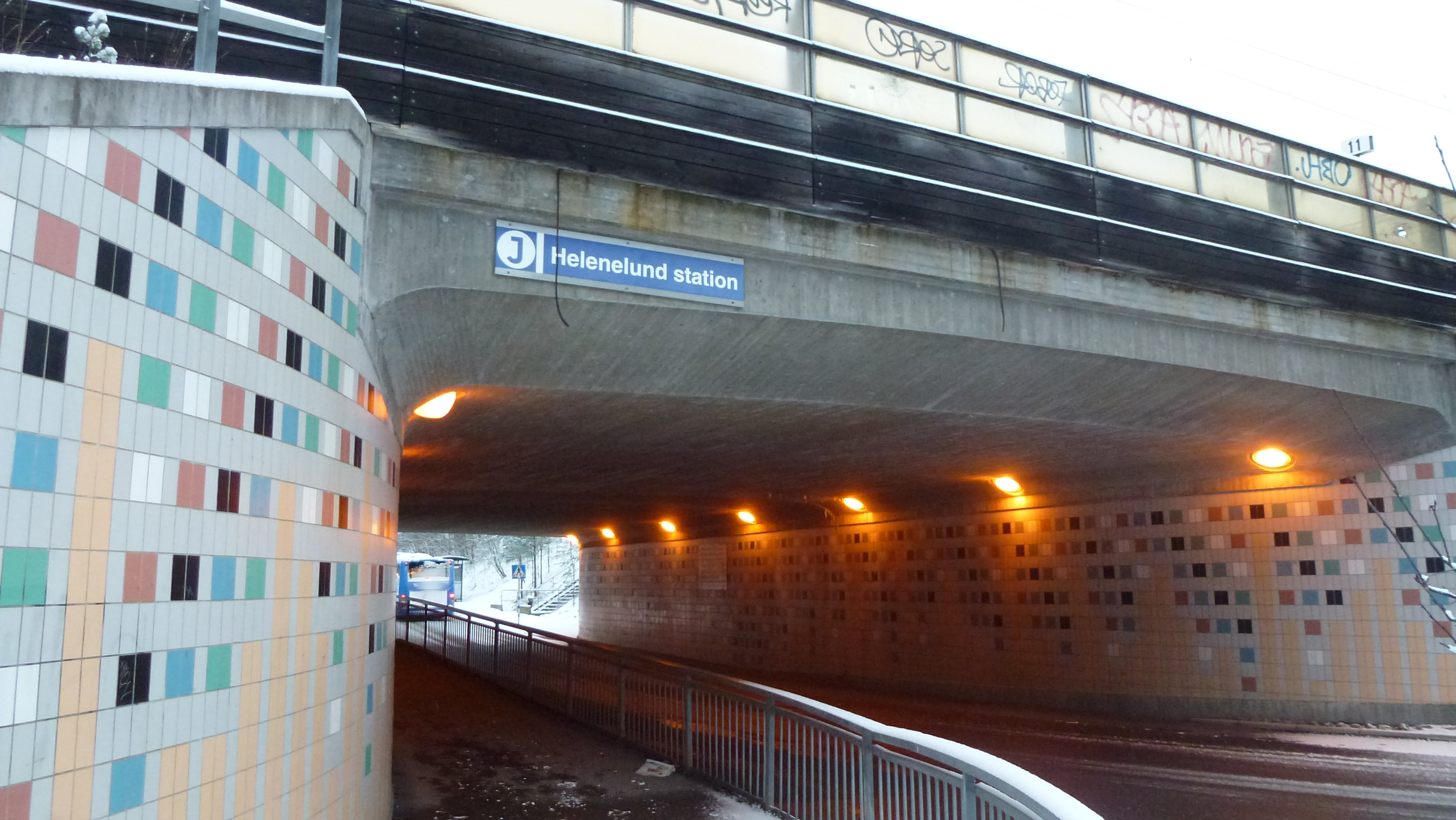
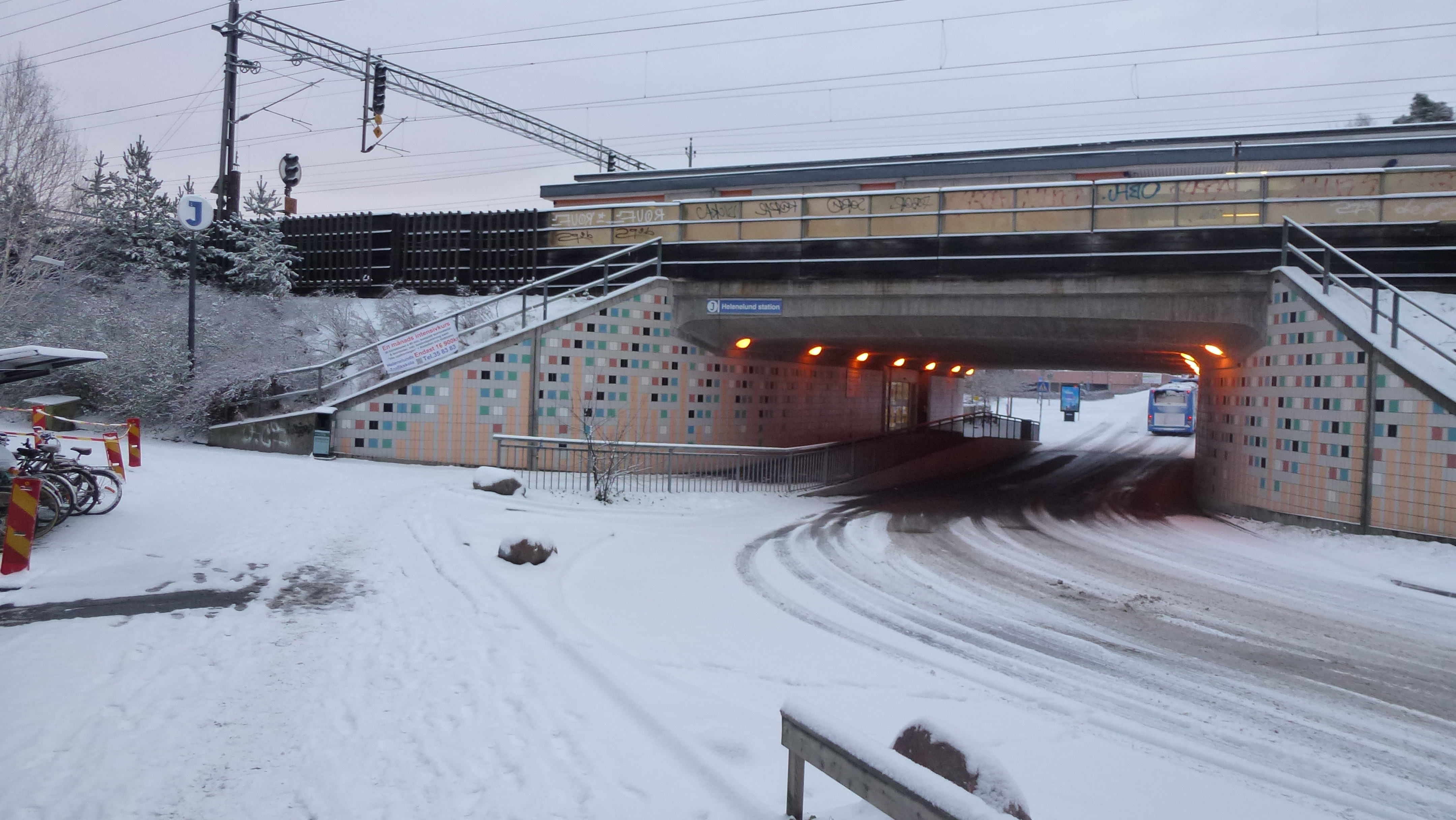
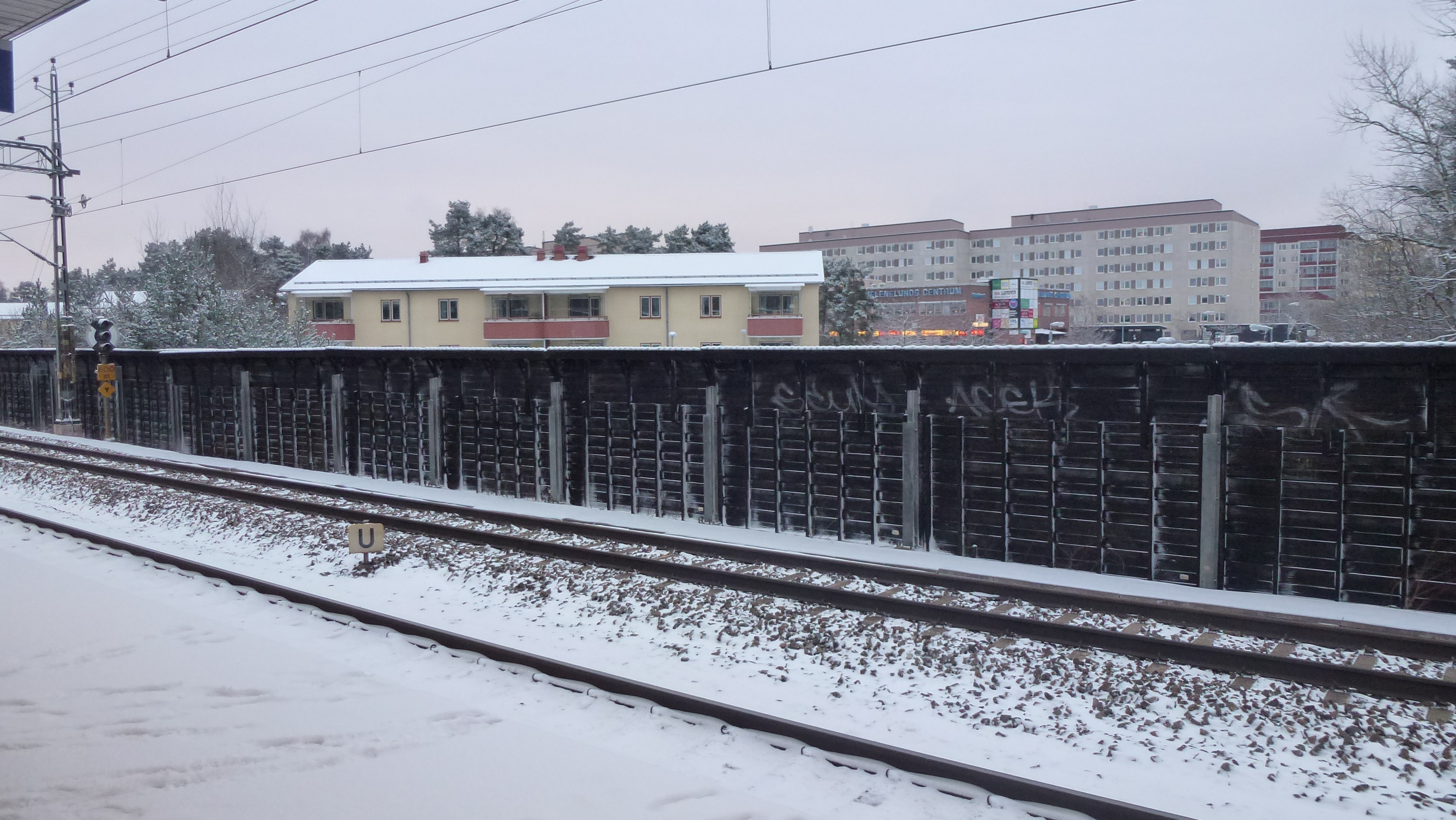
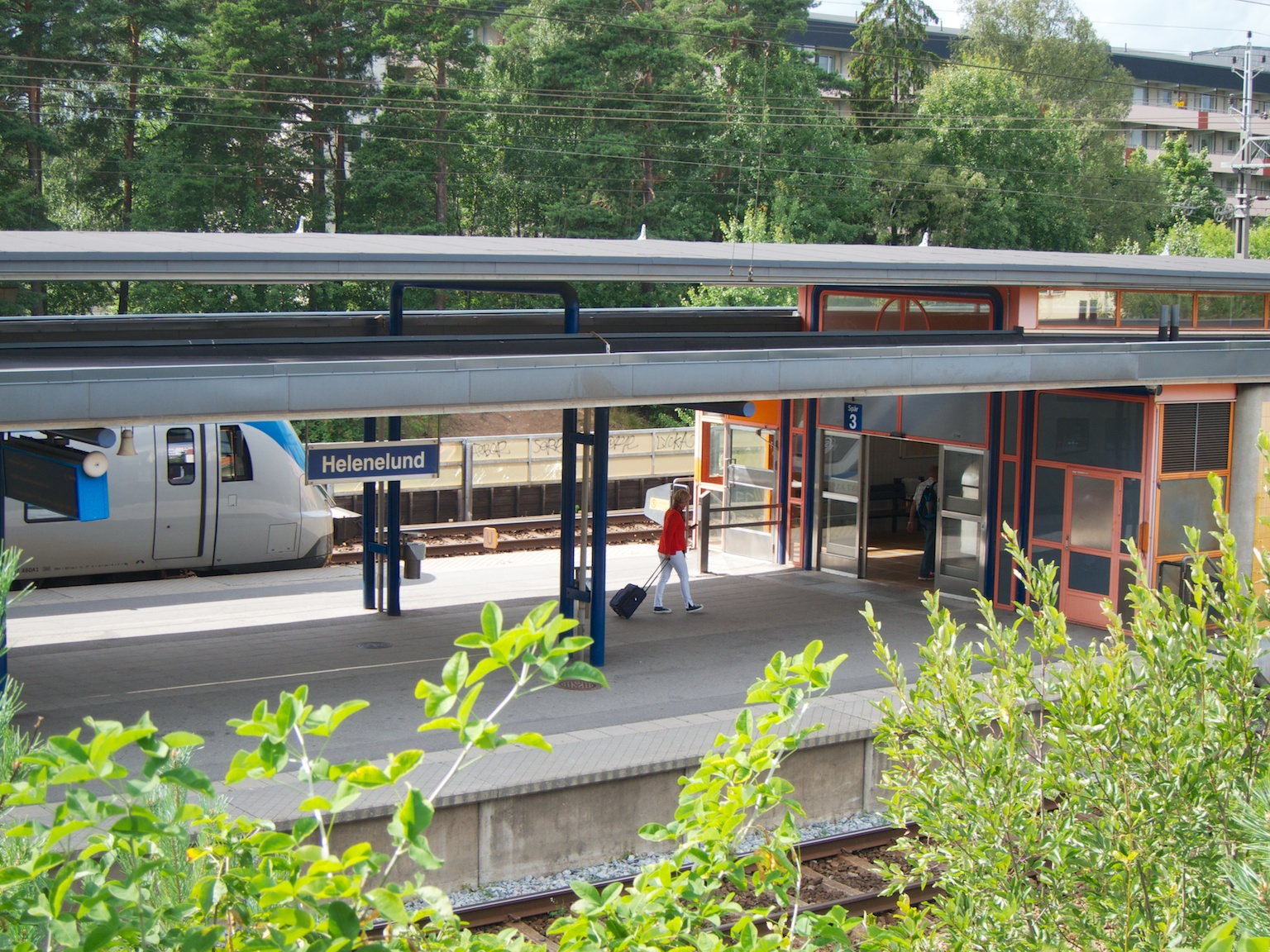